# ノース・アメリカン・バラード
『ノース・アメリカン・バラード(North American Ballads)』は、フレデリック・ジェフスキー(Frederic Rzewski)作曲によるピアノ曲集。

## 概略
音楽的アンガージュマンの時代を代表する作品の1つとされる。「カミング・トゥゲザー(Coming Together)」と同様に、ミニマリズムの色彩が濃い作品集である（ただし、ここで言うミニマリズムとは、モートン・フェルドマン、あるいはスティーブ・ライヒ流のそれではなく、テリー・ライリーの音楽の集中力をより強化したようなものを指す）。しばしばジャズの影響が言われるが、ジャズよりもロックの方に近いリズム感を持つ。
アメリカのピアニストポール・ジェイコブス(Paul Jacobs)の委嘱により、1978年11月から翌年の5月にかけて作曲された。全4曲。
それぞれの曲は、アメリカ合衆国で古くから歌われているプロテスト・ソングや労働歌に基づく拡大された変奏曲である。ジェイコブスが「アメリカ人に受け入れられやすく、アメリカ人にもわかる」ような曲を求めたため、変奏曲のテーマにアメリカでよく歌われた歌を採用した。これらはすべてアメリカの労働運動と関連を持つ。
曲は、テーマのモティーフを多声部に次々と割り振り、複調で変奏する部分と、明白な調性部分が交代しながら変奏されるスタイルをとる。多声部による変奏部分は各声部が複雑にからみあい、また音の跳躍も頻繁であり、かなりの技術を要する。ジェフスキー自身の解説によれば、バッハのコラール前奏曲をモデルにして作曲されたという。
のちにノース・アメリカン・バラードとかかわりの深い「バラード第5番」が作曲された。

## 曲の構成

### 第1曲「Dreadful memories（恐ろしい記憶）」
4分音符=92/96 with a steady swinging pace;afterwards flexible tempi throughout（スウィングを保ちながら。その後はテンポは自由に変化させて）。1978年11月14,15日に作曲。曲の最後の部分に「約4分30秒」の演奏時間の指示がある。

### 第2曲「Which side are you on?（おまえはどちら側の人間だ?）」
Spirited（威勢よく）4分音符=96/100。1978年12月に作曲。終結近くで、即興部分がある。即興はオプションであって、挿入しなくてもかまわないが、その長さは、それ以前の音楽と同じくらいの時間を要求されている。即興が入った場合、15分前後の演奏時間になる。

### 第3曲「Down by riverside（川岸を下って）」
4分音符=80/88。1979年2月3,4日に作曲。オプションで2箇所の即興パートがある。最初の即興パートは、前曲と同様、それ以前の音楽と同じ程度の時間の即興を要求されている。2箇所目は短い即興である。10分前後の曲。

### 第4曲「Winnsboro cotton mill blues（ウィンスボロ綿工場のブルース）」
4分音符=88/92 Expressionless, machinelike（無表情に、機械のように）。1979年5月に作曲。全曲中最もミニマル色が強く、集中度の高い音楽。即興パートはない。曲の前半と最後の部分はクラスター奏法が多用されている。演奏時間は約12分。

## テーマの由来
Dreadful memories
もともとは古いヒムヌスであったが、1932年ケンタッキー州の炭鉱で起こった激しいストライキに関する歌詞をつけて歌ったモーリー・ジャクソン(Aunt Molly Jackson)のバージョンで労働歌として歌われるようになった。
Which side are you on?
フローレンス・リース(Florence Reese)が1931年に、ケンタッキー州はハーラン・カウンティー(Harlan County)でおこった炭鉱での労働争議の際に、歌詞をつけて歌って有名になった。旋律の方の起源はよくわかっていない。ストのピケでは今でも歌われているそうである。映画「ハーラン・カウンティー・USA」（日本未公開）の中では、90歳のリースがこの曲を歌っている。
Down by the riverside
4曲中最も有名な曲で、ベトナム戦争時代に平和運動の歌として歌われた"We shall overcome"に次いでよく知られているという。
Winnsboro cotton mill blues
作者不詳。1930年代の歌である。歌詞は、ノース・キャロライナの織物工場の労働状況を歌っている。
Old Man Sargent, sittin at desk,（老いぼれサージェントが、デスクにすわっている）
The damned old fool won't give us a rest（このくそったれは、俺たちに休みをくれる気がない）
He'd take the nickels off a dead man's eyes（やつは死人から小銭を奪った）
To buy Coca-Cola and Eskimo Pies（コカコーラとエスキモーパイを買うために）
I've got the blues, I've got the blues（ブルース、ブルース）
I've got the Winnsboro cotton mill Blues;（ウィンスボロ　コットン　ミル　ブルース）
You know and I know, I ain't got to tell,（おまえも俺も知っている、俺が教えるまでもない）
You work for Tom Watson, got to work like Hell.（おまえはトム・ワトソンのために働く、死ぬほど働かされるのさ）
When I die, don't bury me at all,（俺が死んだら、土に埋めてくれるな）
Just hang me up on the spoon-room wall;（ただ、部屋の壁に吊るしてくれ）
Put a gaffer in my hand,（手に親方を握らせてくれ）
So I can spool in the Promised Land.（そうすりゃ、天国でも糸巻き作業ができるってもんだ）
I've got the blues, etc.

## 出版
日本の全音楽譜出版社より、スクェア(Sqaures)とともに出版されている。

## 録音
かつて、Hathut レーベルからジェフスキー自演のCDが発売されていた（hatART CD 6089、録音は1991年）。それ以前には、第2曲のみだがVanguard Classicsレーベルからジェフスキー自演の録音で発売されていた（Vanguard 08 9199 71、録音は1980年）。この録音の解説はクリスチャン・ウォルフが書いている。初演者のポール・ジェイコブスによる録音もNonesuchレーベルから発売されていた。また、第3,4曲がマルカンドレ・アムランによって録音されている。VanguardとHathutの録音を聞きくらべると、後者の方がより激しく、充実した演奏であり、ジェフスキーの変遷がうかがわれ興味深い。2002年にはNonesuchから三度目の録音に挑んでいるが、解釈はさらに変化している。